# Pachyornebius crassus
Pachyornebius crassus är en insektsart som beskrevs av Lucien Chopard 1969. Pachyornebius crassus ingår i släktet Pachyornebius och familjen Mogoplistidae. Inga underarter finns listade i Catalogue of Life.